# Churin & Qiulin

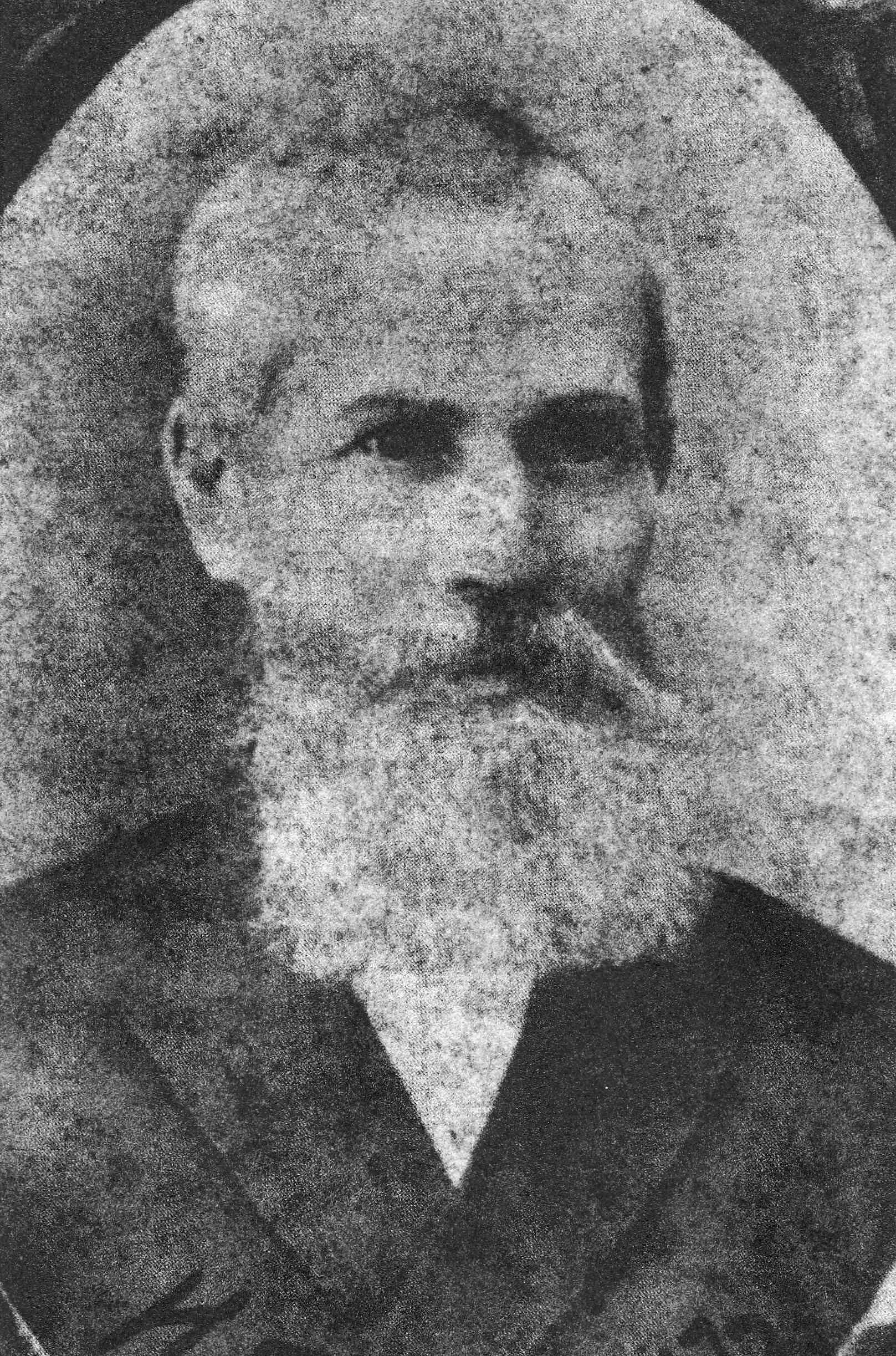
Ivan Yakovlevich Churin (1833-1895), de oprichter van Churin & Co.

Churin & Co. is het grootste warenhuis in de Chinese stad Harbin, de hoofdstad van de provincie Heilongjiang. Het bedrijf werd opgericht in 1867 en heeft een geschiedenis van meer dan 150 jaar. Het bedrijf vond in 1909 de Hongchang- worsten uit, een hoofdbestanddeel van de lokale keuken met Russische invloeden.
In 2004 werd het toenmalige staatsbedrijf Churin opgesplitst toen het retailgedeelte werd geprivatiseerd, waardoor de Churin Group ontstond. Het onderdeel met de voedingsmiddelenproductie werd later geprivatiseerd als Qiulin Lidaosi in 2007. De twee takken zijn sinds 2011 met elkaar in conflict, toen de Churin Group de producten van Qiulin Lidaosi uit haar winkels verdreef en haar eigen levensmiddelenfabriek oprichtte.

## Geschiedenis

### Russische wortels
De geschiedenis van de Qiulin Group gaat terug tot 1867, toen de Rus Ivan Yakovlevich Churin (1833-1895) uit Irkoetsk een winkel in Nikolajevsk aan de Amoer opende. In 1882 richtte hij Churin &amp; Co. op in Chabarovsk, met zijn zakenpartners Касьяновы, Бабинцевы, Писаревы en Мамонтовы.
Toen de Trans-Mantsjoerische spoorlijn in 1904 werd voltooid, breidde Churin zijn bedrijf uit naar Harbin met dezelfde naam (Churin foreign trading Co.). Het huidige gebouw van het warenhuis van het bedrijf dateert uit 1904. Later breidde het bedrijf zich verder uit naar het Chinese district Lüshunkou en het Chniese arrondissement Yingkou.

### Verplaatsing naar China
Na de Russische Revolutie in 1917 verplaatste Churin in 1923 zijn hoofdkwartier naar Harbin. In de jaren 1930 richtte de onderneming vestigingen op in de steden Dalian, Shenyang, Changchun, Siping, Jilin, Heihe en Hailar. In 1937 werd het bedrijf gecontroleerd door de Hong Kong en Shanghai Bank (HSBC) en sinds 1941 staat het onder Japans bestuur.

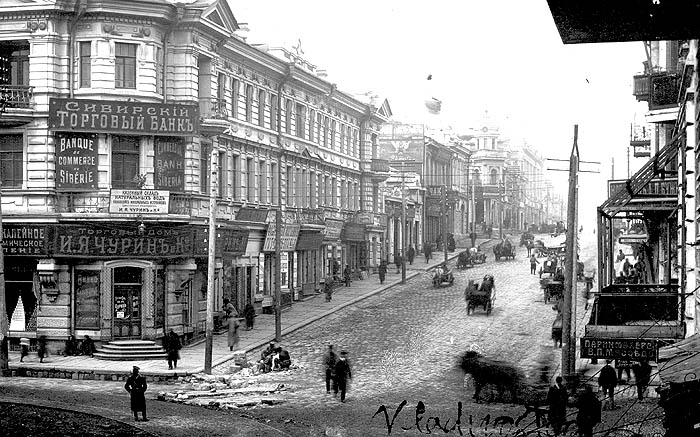
Winkel in Vladivostok (Rusland), een oude foto
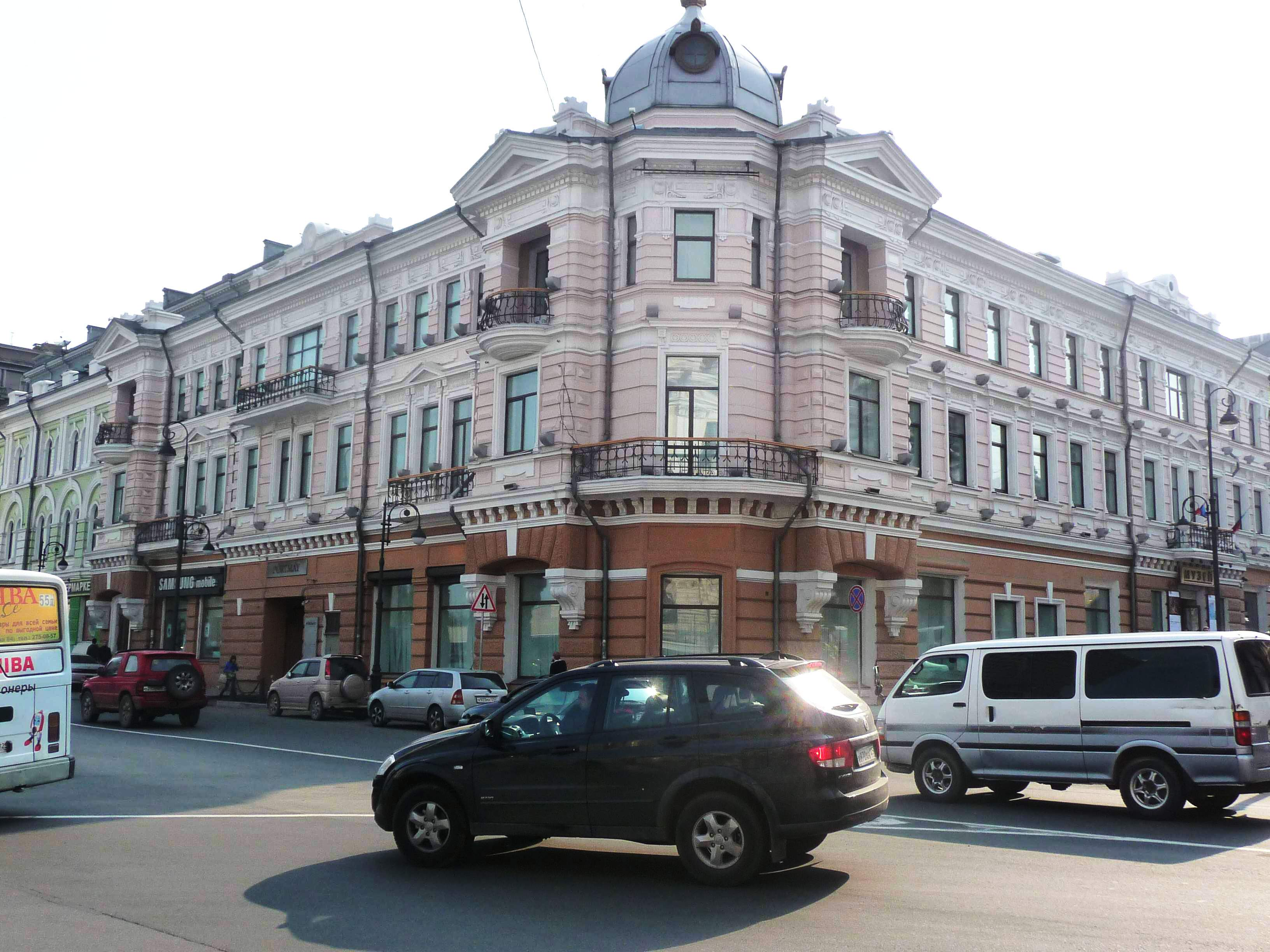
Winkel in Vladivostok, een recente foto
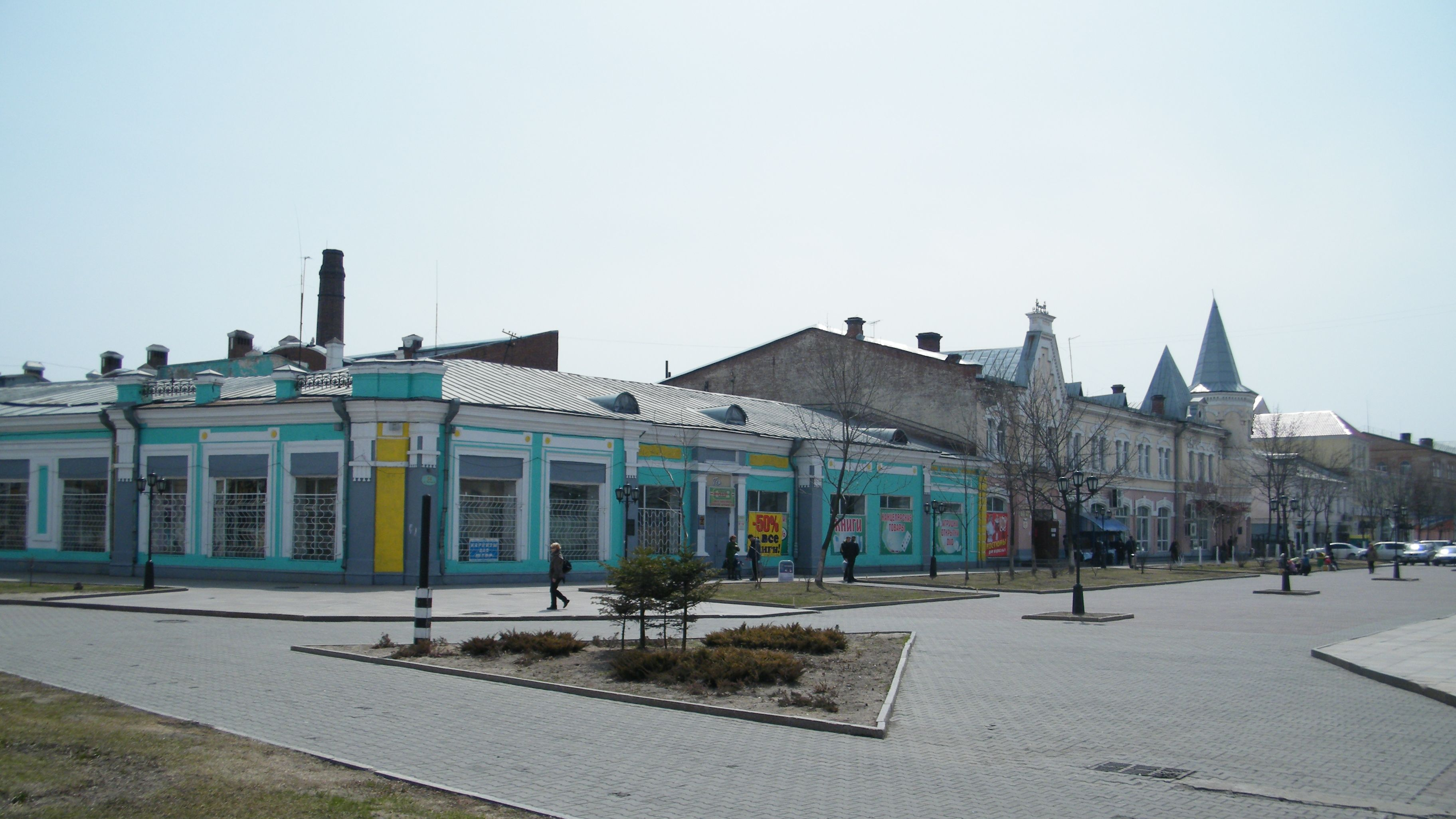
Winkel in Oessoeriejsk (Rusland)

Na de Tweede Wereldoorlog kwam Churin in 1947 in handen van de Sovjet-Unie en werd het in 1953 teruggegeven aan China, waar het in handen van de staat kwam. Tijdens de Culturele Revolutie werd de naam veranderd in warenhuis "The East Is Red", maar in 1984 werd de oorspronkelijke naam weer teruggegeven. De Qiulin Group werd in 1996 geregistreerd op de Shanghai Stock Exchange en werd datzelfde jaar overgenomen door de Dashang Group uit Dalian.

### Opsplitsing en conflict

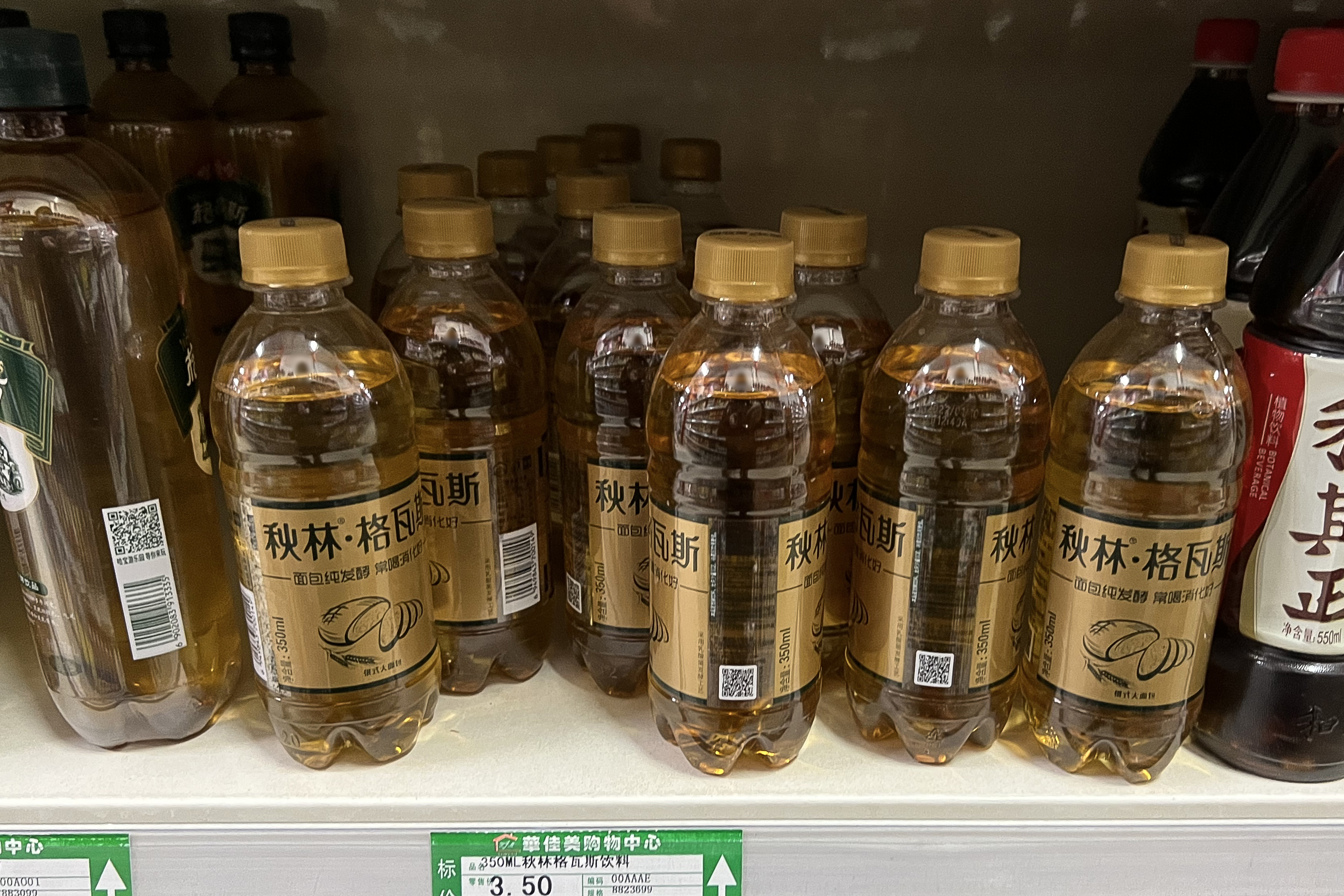
Kwas geproduceerd door Qiulin Lidaosi

Churin werd tijdens de privatisering in tweeën gesplitst, waarbij het detailhandelsgedeelte naar de "Churin Group" ging en het voedingsmiddelengedeelte (vleesverwerking en zoetwaren) naar "Qiulin Lidaosi". De twee tolereerden elkaar tot 2011, toen de Churin Group de organisatie "Churin Food" oprichtte ter vervanging van de producten van Qiulin Lidaosi en kvas en Hongchang ging produceren. In hetzelfde jaar breidde Qiulin Lidaosi haar activiteiten uit door kvas en dalieba te produceren.
Het conflict tussen de twee entiteiten kwam in 2020 opnieuw aan de oppervlakte, toen de handelsmerkaanvraag van Churin Group "秋林集团 Churin Group" werd afgewezen vanwege de gelijkenis met het handelsmerk "秋林 Qiulin" van Qiulin Lidaosi. Rond dezelfde tijd werd de Churin Group onderzocht vanwege wanbeheer, wat leidde tot de beëindiging van de beursnotering op 26 maart 2021 vanwege aanhoudende verliezen.

## Churin Groep

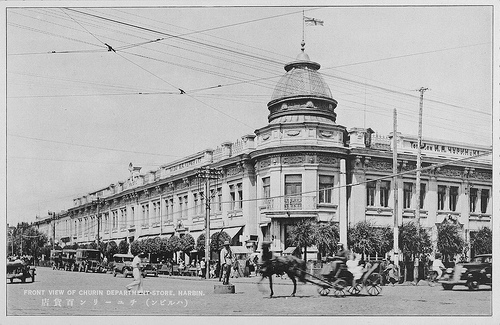
Een oude foto van het Churin-warenhuis in Harbin

Churin Group is eigenaar van de volgende verkooppunten:
- De oorspronkelijke winkel in Harbin, dicht bij het metrostation Museum of Heilongjiang Province (博物馆站) van lijn 1.
- Een winkel in de stad Jilin.

Het warenhuis van de Churin Group heeft een grote afdeling met levensmiddelen, die vooral bekend is om het Russische brood, Dalieba (大列巴) genaamd, en de worst, Kielbasa, Hongchang (红肠) genaamd.